# Mirastrella biradialis
Mirastrella biradialis är en sjöstjärneart som beskrevs av Fisher 1940. Mirastrella biradialis ingår i släktet Mirastrella och familjen Leilasteridae. Inga underarter finns listade i Catalogue of Life.